# رالف إم. هيوز
رالف إم. هيوز هو سياسي أمريكي، ولد في 17 مايو 1948 في بالتيمور في الولايات المتحدة. نشط حزبياً في الحزب الديمقراطي. وقد انتخب عضو مجلس ولاية ماريلند ‏.